# 宮ノ台
宮ノ台（みやのだい）は、千葉県佐倉市の町丁。現行行政地名は宮ノ台一丁目から宮ノ台六丁目。郵便番号285-0857。

## 地理
北は青菅、東から南は井野、西は西ユーカリが丘に隣接している。

## 世帯数と人口
2017年（平成29年）10月31日現在の世帯数と人口は以下の通りである。
| 丁目         | 世帯数    | 人口    |
| ------------ | --------- | ------- |
| 宮ノ台一丁目 | 384世帯   | 933人   |
| 宮ノ台二丁目 | 448世帯   | 1,037人 |
| 宮ノ台三丁目 | 232世帯   | 614人   |
| 宮ノ台四丁目 | 339世帯   | 838人   |
| 宮ノ台五丁目 | 243世帯   | 656人   |
| 宮ノ台六丁目 | 325世帯   | 777人   |
| 計           | 1,971世帯 | 4,855人 |

## 小・中学校の学区
市立小・中学校に通う場合、学区は以下の通りとなる。
| 地域         | 小学校             | 中学校             |
| ------------ | ------------------ | ------------------ |
| 宮ノ台一丁目 | 佐倉市立青菅小学校 | 佐倉市立井野中学校 |
| 宮ノ台二丁目 | 佐倉市立青菅小学校 | 佐倉市立井野中学校 |
| 宮ノ台三丁目 | 佐倉市立青菅小学校 | 佐倉市立井野中学校 |
| 宮ノ台四丁目 | 佐倉市立青菅小学校 | 佐倉市立井野中学校 |
| 宮ノ台五丁目 | 佐倉市立青菅小学校 | 佐倉市立井野中学校 |
| 宮ノ台六丁目 | 佐倉市立青菅小学校 | 佐倉市立井野中学校 |

## 施設

### 一丁目
- 佐倉市立青菅小学校
- 青菅大塚公園
- 前野公園

### 二丁目
- 宮ノ台会館
- 北門原公園
- 南門原公園

### 三丁目
- 佐倉市立井野中学校
- 上谷津公園

### 四丁目
- ユーカリが丘北公園
- 木ノ宮公園

### 五丁目
- 天満宮
- 井野西谷津公園
- 子ノ神公園

### 六丁目
- ユーカリが丘保育園
- 浅間神社
- 八社大神
- 宮の杜公園

## 交通

### 鉄道
- 山万ユーカリが丘線
  - 中学校駅

### 道路
- 国道
  - 国道296号